# Gulfport (Illinois)
Gulf Port – wieś w stanie Illinois w hrabstwie Henderson w Stanach Zjednoczonych.

## Demografia
W roku 2000 miejscowość zamieszkiwało 207 osób, a gęstość zaludnienia wynosiła 34,8 osoby/km². W roku 2023 liczba mieszkańców drastycznie zmniejszyła o 170 osób, do zaledwie 37 mieszkańców, a gęstość zaludnienia poniżej 6,3 osoby/km². Na przestrzeni niespełna ćwierćwiecza zaludnienie Gulf Port zmniejszyło się aż o 82,1%. Ta wieś jest jedną z najszybciej wyludniających się miejscowości stanu Illinois.